# Championnat d'Asie féminin de handball
Le championnat d'Asie féminin de handball réunit depuis 1987 les meilleures équipes nationales féminines de handball en Asie. La compétition a lieu tous les deux ans depuis 2000 et est qualificative pour le Championnat du monde féminin de handball. Depuis 2018, la compétition inclut les équipes d'Océanie après l'arrêt du championnat continental.
La Corée du Sud domine la compétition puisqu'elle a remporté en 2022 son seizième titre sur vingt éditions. Les Japonaises et les Chinoises sont leurs principales concurrentes puisqu'elles cumulent 17 médailles chacune, dont deux titres pour le Japon.

## Palmarès
| Année     | Ville hôte    | Champion     | Finaliste    | 3e place      |
| --------- | ------------- | ------------ | ------------ | ------------- |
| 1987 (en) | Amman         | Corée du Sud | Chine        | Japon         |
| 1989 (en) | Pékin         | Corée du Sud | Chine        | Japon         |
| 1991 (en) | Hiroshima     | Corée du Sud | Japon        | Chine         |
| 1993 (en) | Canton        | Corée du Sud | Chine        | Corée du Nord |
| 1995 (en) | Séoul         | Corée du Sud | Chine        | Japon         |
| 1997 (en) | Amman         | Corée du Sud | Chine        | Japon         |
| 1999 (en) | Kumamoto      | Corée du Sud | Chine        | Japon         |
| 2000 (en) | Shanghai      | Corée du Sud | Japon        | Corée du Nord |
| 2002 (en) | Almaty        | Kazakhstan   | Corée du Sud | Chine         |
| 2004 (en) | Hiroshima     | Japon        | Chine        | Corée du Sud  |
| 2006 (en) | Canton        | Corée du Sud | Chine        | Japon         |
| 2008 (en) | Bangkok       | Corée du Sud | Chine        | Japon         |
| 2010 (en) | Almaty        | Kazakhstan   | Corée du Sud | Chine         |
| 2012 (en) | Yogyakarta    | Corée du Sud | Chine        | Japon         |
| 2015 (en) | Jakarta       | Corée du Sud | Japon        | Chine         |
| 2017 (en) | Suwon         | Corée du Sud | Japon        | Chine         |
| 2018 (en) | Kumamoto      | Corée du Sud | Japon        | Chine         |
| 2021 (en) | Amman         | Corée du Sud | Japon        | Kazakhstan    |
| 2022 (en) | Incheon/Séoul | Corée du Sud | Japon        | Chine         |
| 2024      | New Delhi     | Japon        | Corée du Sud | Kazakhstan    |

## Bilan

### Tableau des médailles
| Rang  | Pays          | Médaille d'or, Asie | Médaille d'argent, Asie | Médaille de bronze, Asie | Total |
| ----- | ------------- | ------------------- | ----------------------- | ------------------------ | ----- |
| 1     | Corée du Sud  | 16                  | 3                       | 1                        | 20    |
| 2     | Japon         | 2                   | 7                       | 8                        | 17    |
| 3     | Kazakhstan    | 2                   | 0                       | 2                        | 4     |
| 4     | Chine         | 0                   | 10                      | 7                        | 17    |
| 5     | Corée du Nord | 0                   | 0                       | 2                        | 2     |
| Total | Total         | 20                  | 20                      | 20                       | 60    |

### Bilan par nation
Le bilan par nation est :
| Équipe / Édition | 87                       | 89                       | 91                       | 93                       | 95                       | 97                       | 99                       | 00                       | 02                       | 04                                   | 06                                   | 08                                   | 10                                   | 12                                   | 15                                   | 17                                   | 18                       | 21                       | 22                       | 24                       | Part. |
| ---------------- | ------------------------ | ------------------------ | ------------------------ | ------------------------ | ------------------------ | ------------------------ | ------------------------ | ------------------------ | ------------------------ | ------------------------------------ | ------------------------------------ | ------------------------------------ | ------------------------------------ | ------------------------------------ | ------------------------------------ | ------------------------------------ | ------------------------ | ------------------------ | ------------------------ | ------------------------ | ----- |
| Australie        | Non qualifiable          | Non qualifiable          | Non qualifiable          | Non qualifiable          | Non qualifiable          | Non qualifiable          | Non qualifiable          | Non qualifiable          | Non qualifiable          | Participant au Championnat d'Océanie | Participant au Championnat d'Océanie | Participant au Championnat d'Océanie | Participant au Championnat d'Océanie | Participant au Championnat d'Océanie | Participant au Championnat d'Océanie | Participant au Championnat d'Océanie | 5                        | -                        | 10                       | forf.                    | 2     |
| Chine            | Médaille d'argent, Asie  | Médaille d'argent, Asie  | Médaille de bronze, Asie | Médaille d'argent, Asie  | Médaille d'argent, Asie  | Médaille d'argent, Asie  | Médaille d'argent, Asie  | 4                        | Médaille de bronze, Asie | Médaille d'argent, Asie              | Médaille d'argent, Asie              | Médaille d'argent, Asie              | Médaille de bronze, Asie             | Médaille d'argent, Asie              | Médaille de bronze, Asie             | Médaille de bronze, Asie             | Médaille de bronze, Asie | forf.                    | Médaille de bronze, Asie | 5                        | 17    |
| Corée du Nord    | -                        | -                        | 4                        | Médaille de bronze, Asie | -                        | -                        | 4                        | Médaille de bronze, Asie | forf.                    | -                                    | -                                    | -                                    | 5                                    | 5                                    | -                                    | -                                    | -                        | -                        | -                        | -                        | 6     |
| Corée du Sud     | Médaille d'or, Asie      | Médaille d'or, Asie      | Médaille d'or, Asie      | Médaille d'or, Asie      | Médaille d'or, Asie      | Médaille d'or, Asie      | Médaille d'or, Asie      | Médaille d'or, Asie      | Médaille d'argent, Asie  | Médaille de bronze, Asie             | Médaille d'or, Asie                  | Médaille d'or, Asie                  | Médaille d'argent, Asie              | Médaille d'or, Asie                  | Médaille d'or, Asie                  | Médaille d'or, Asie                  | Médaille d'or, Asie      | Médaille d'or, Asie      | Médaille d'or, Asie      | Médaille d'argent, Asie  | 20    |
| Hong Kong        | -                        | 5                        | -                        | -                        | -                        | -                        | -                        | -                        | -                        | -                                    | -                                    | -                                    | -                                    | -                                    | 8                                    | 8                                    | 7                        | 6                        | 9                        | 7                        | 7     |
| Inde             | -                        | -                        | -                        | 7                        | -                        | -                        | -                        | 6                        | -                        | -                                    | -                                    | 8                                    | -                                    | 8                                    | 7                                    | -                                    | 8                        | forf.                    | 6                        | 6                        | 8     |
| Indonésie        | -                        | -                        | -                        | -                        | -                        | -                        | -                        | -                        | -                        | -                                    | -                                    | -                                    | -                                    | 11                                   | 9                                    | -                                    | -                        | -                        | -                        | -                        | 2     |
| Iran             | -                        | -                        | -                        | -                        | -                        | -                        | -                        | -                        | -                        | -                                    | -                                    | 7                                    | 8                                    | 9                                    | 6                                    | 7                                    | 6                        | 4                        | 4                        | 4                        | 9     |
| Japon            | Médaille de bronze, Asie | Médaille de bronze, Asie | Médaille d'argent, Asie  | 4                        | Médaille de bronze, Asie | Médaille de bronze, Asie | Médaille de bronze, Asie | Médaille d'argent, Asie  | 4                        | Médaille d'or, Asie                  | Médaille de bronze, Asie             | Médaille de bronze, Asie             | 4                                    | Médaille de bronze, Asie             | Médaille d'argent, Asie              | Médaille d'argent, Asie              | Médaille d'argent, Asie  | Médaille d'argent, Asie  | Médaille d'argent, Asie  | Médaille d'or, Asie      | 20    |
| Jordanie         | 6                        | -                        | -                        | -                        | -                        | -                        | -                        | -                        | -                        | -                                    | -                                    | -                                    | -                                    | -                                    | -                                    | -                                    | -                        | 7                        | -                        | -                        | 2     |
| Kazakhstan       | membre de l'URSS         | membre de l'URSS         | membre de l'URSS         | 5                        | -                        | -                        | -                        | 5                        | Médaille d'or, Asie      | -                                    | 4                                    | 5                                    | Médaille d'or, Asie                  | 4                                    | 4                                    | 4                                    | 4                        | Médaille de bronze, Asie | 5                        | Médaille de bronze, Asie | 13    |
| Koweït           | -                        | -                        | -                        | -                        | -                        | -                        | -                        | -                        | -                        | -                                    | -                                    | -                                    | -                                    | 12                                   | -                                    | -                                    | -                        | 10                       | -                        | -                        | 2     |
| Nouvelle-Zélande | Non qualifiable          | Non qualifiable          | Non qualifiable          | Non qualifiable          | Non qualifiable          | Non qualifiable          | Non qualifiable          | Non qualifiable          | Non qualifiable          | Participant au Championnat d'Océanie | Participant au Championnat d'Océanie | Participant au Championnat d'Océanie | Participant au Championnat d'Océanie | Participant au Championnat d'Océanie | Participant au Championnat d'Océanie | Participant au Championnat d'Océanie | 10                       | -                        | -                        | -                        | 1     |
| Ouzbékistan      | membre de l'URSS         | membre de l'URSS         | membre de l'URSS         | -                        | -                        | 4                        | -                        | -                        | 7                        | -                                    | -                                    | 9                                    | 6                                    | 6                                    | 5                                    | 5                                    | -                        | 5                        | 8                        | forf.                    | 9     |
| Palestine        | -                        | -                        | -                        | -                        | -                        | -                        | -                        | -                        | -                        | -                                    | -                                    | -                                    | -                                    | -                                    | -                                    | -                                    | -                        | 11                       | -                        | -                        | 1     |
| Qatar            | -                        | -                        | -                        | -                        | -                        | -                        | -                        | -                        | -                        | -                                    | -                                    | 10                                   | -                                    | -                                    | -                                    | -                                    |                          | forf.                    | -                        | -                        | 1     |
| Singapour        | -                        | -                        | -                        | -                        | -                        | -                        | -                        | -                        | -                        | -                                    | -                                    | -                                    | -                                    | -                                    | -                                    | -                                    | 9                        | 9                        | -                        | 8                        | 3     |
| Syrie            | 4                        | -                        | -                        | -                        | -                        | -                        | -                        | -                        | -                        | -                                    | -                                    | -                                    | -                                    | -                                    | -                                    | -                                    | -                        | 8                        | -                        | -                        | 1     |
| Taipei           | 5                        | 4                        | 5                        | 6                        | 4                        | 5                        | 5                        | 7                        | 5                        | 4                                    | -                                    | -                                    | -                                    | 7                                    | -                                    | -                                    | -                        | -                        | -                        | -                        | 11    |
| Thaïlande        | -                        | -                        | -                        | -                        | -                        | -                        | -                        | -                        | -                        | -                                    | -                                    | 4                                    | 7                                    | -                                    | -                                    | -                                    | -                        | -                        | 7                        | -                        | 3     |
| Turkménistan     | membre de l'URSS         | membre de l'URSS         | membre de l'URSS         | -                        | -                        | -                        | -                        | -                        | 6                        | -                                    | -                                    | -                                    | -                                    | 10                                   | -                                    | -                                    | -                        | -                        | -                        | -                        | 2     |
| Viêt Nam         | -                        | -                        | -                        | -                        | -                        | -                        | -                        | -                        | -                        | -                                    | -                                    | 6                                    | -                                    | -                                    | -                                    | 6                                    | -                        | -                        | -                        | -                        | 2     |
| Total            | 6                        | 5                        | 5                        | 7                        | 4                        | 5                        | 5                        | 7                        | 7                        | 4                                    | 4                                    | 10                                   | 8                                    | 12                                   | 9                                    | 8                                    | 10                       | 11                       | 10                       | 8                        | 22    |